# Герб Костаная
Герб Костаная (каз. Қостанай қаласының елтаңбасы) — один из официальных символов города Костанай, Казахстан, наряду с флагом. Автор герба — Виктор Иванович Тросиненко.

## Описание
Герб города представляет собой щит со скошенными углами в верхней части, вогнутыми боковыми сторонами и заострённой нижней частью. На рассечённом щите (лазурь и золото) в центре находится зелёный щиток, на котором изображена мельница с четырьмя лопастями — символ перерабатывающей промышленности, исторически связанный с образом города Костаная. Над щитком находится восходящее солнце, а с двух сторон — два беркута, поддерживающих в когтях ленту с указанием года основания города (1879). Ниже ленты геральдическое изображение элементов производства лёгкой и химической промышленности (два типа шпулек с нитью). Девизная лента голубого цвета со свёрнутыми концами и с надписью на казахском и русском языках — Костанай.

## История
В 1989 году был объявлен конкурс на герб города администрацией во главе с Василием Корневым. По итогам конкурса лучшей работой признали художника Виктора Тросиненко. Сам герб был утверждён и презентован в 1990 году на День города. В 1990 году вышла газета «Наш Костанай» (тогда «Кустанай») с гербом на первой полосе, который до сих пор украшает первую страницу газеты.
В 1997 году в связи с изменением написания города, изменилась и надпись на гербе.
В 2013 году Национальный Банк Казахстана выпустил памятную монету в 50 тенге с гербом города.
В 2019 году одним из условий для автобусных парков в обслуживании маршрутов было установить герб города на кузове автобуса.
В городе герб используют в архитектуре зданий, а также герб изображён на одном из домов города.
- Набережная города Костаная
- Герб Костаная на памятной монете